# Sylvain Roux
Sylvain Roux (* 1975) ist ein französischer Philosoph und Philosophiehistoriker.

## Leben
Nach der Agrégation in Philosophie im Jahr 1991 wurde Roux 1999 mit einer Dissertation unter dem Titel La recherche de l’archè chez Aristote et Plotin 1999 an der Universität Paris X-Nanterre bei A. Charles-Saget in Philosophie promoviert. Die Habilitation à diriger des recherches erreichte er 2013 an der École pratique des hautes études bei Philippe Hoffmann mit einer Arbeit unter dem Titel Autour de Plotin. Métaphysique et platonisme. Gegenwärtig ist er Professor für antike Philosophie an der Universität Poitiers.
Roux arbeitet zur Prinzipienlehre bei Platon, Aristoteles und Plotin, zur Metaphysik des Plotin und zur Rezeption des Neuplatonismus bei Henri Bergson, Gilles Deleuze und Emmanuel Levinas. In seiner jüngsten Monographie setzt er sich kritisch mit Pierre Hadots Auffassung der antiken Philosophie als einer spirituellen Übung auseinander.

## Schriften (Auswahl)
- La recherche du Principe chez Platon, Aristote et Plotin (collection Tradition de la pensée classique). Librairie Philosophique J. Vrin, Paris 2005.
- L’être et le substrat. Essai sur Plotin et la métaphysique (collection Histoire des doctrines de l’Antiquité classique). Librairie Philosophique J. Vrin, Paris 2017.
- La réserve de l’être. Actualité du néoplatonisme : Bergson, Deleuze, Levinas (collection De Visu). Éditions Hermann, Paris 2017.
- La philosophie antique comme exercice spirituel? Un paradigme en question (Anagôgê). Les Belles Lettres, Paris 2024. – Rezension von Brayden Hirsch, Bryn Mawr Classical Review 2025.06.24